# 신대륙

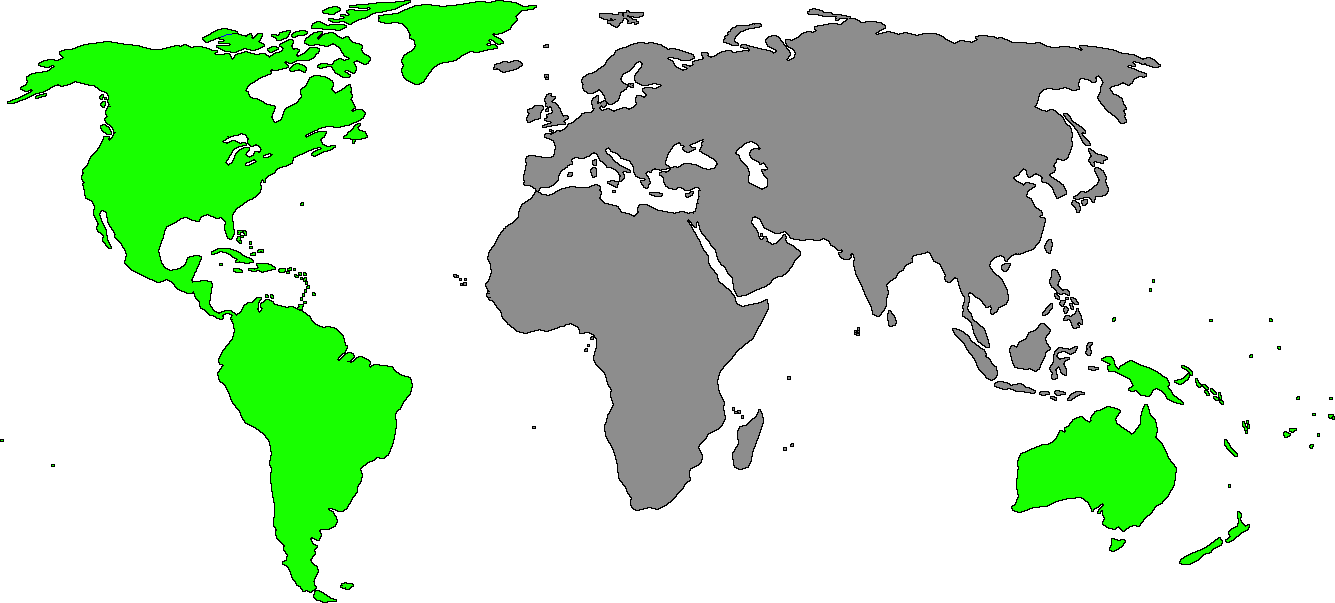
구세계 (회색)와 구별되는 신세계 (녹색).

신대륙(新大陸)은 지구의 비유럽권, 비아프리카권에 쓰이는 이름으로 대항해 시대 당시에 유럽인이 새로 발견한 토지에 대한 호칭이다. 신세계(新世界)라고도 하며 구체적으로 말해 아메리카 대륙과 오세아니아 지역을 가리킨다.

## 다른 의견
"신세계"라는 용어는 유럽 중심적이며 식민주의와 관련한 사죄의 느낌을 가져다준다는 데에서 비판을 받고 있다.

## 같이 보기
- 구세계 (유럽, 아시아, 아프리카)
- 아프로-유라시아
- 서반구
- 동반구
- 신대륙 이주설
- 신대륙 작물
- 남극